# Krefeld Hauptbahnhof
Krefeld Hauptbahnhof ist der größte Bahnhof der Stadt Krefeld. Dort kreuzen sich die zweigleisige elektrifizierte Bahnstrecke Duisburg-Ruhrort–Mönchengladbach und die Linksniederrheinische Strecke, ferner beginnt die heute nur noch bis zur Anschlussstelle Krefeld Stahlwerk Anst genutzte Bahnstrecke Krefeld–Rheydt am Krefelder Hauptbahnhof.

## Geschichte

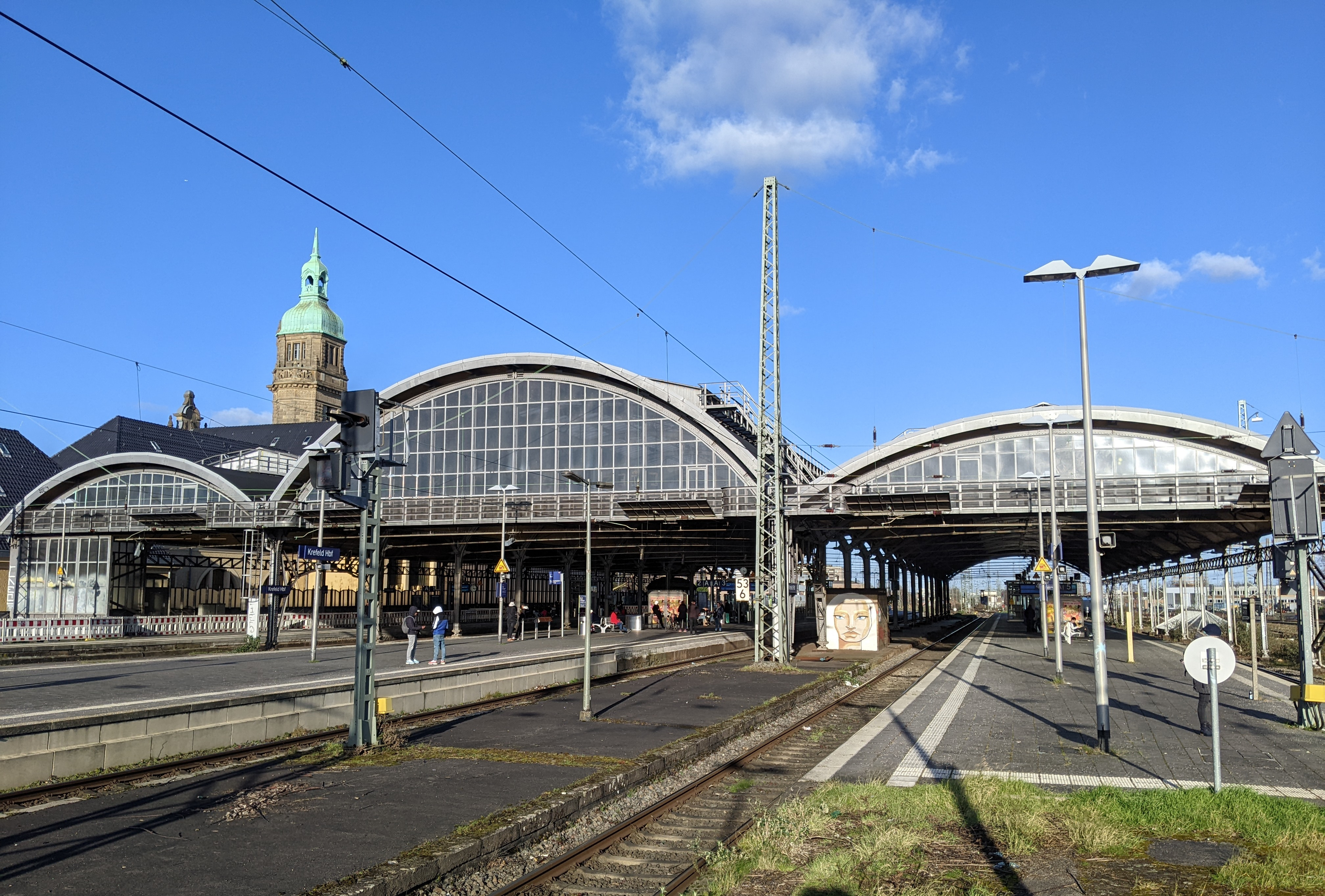
Blick auf die Bahnsteighalle des Krefelder Hauptbahnhofs

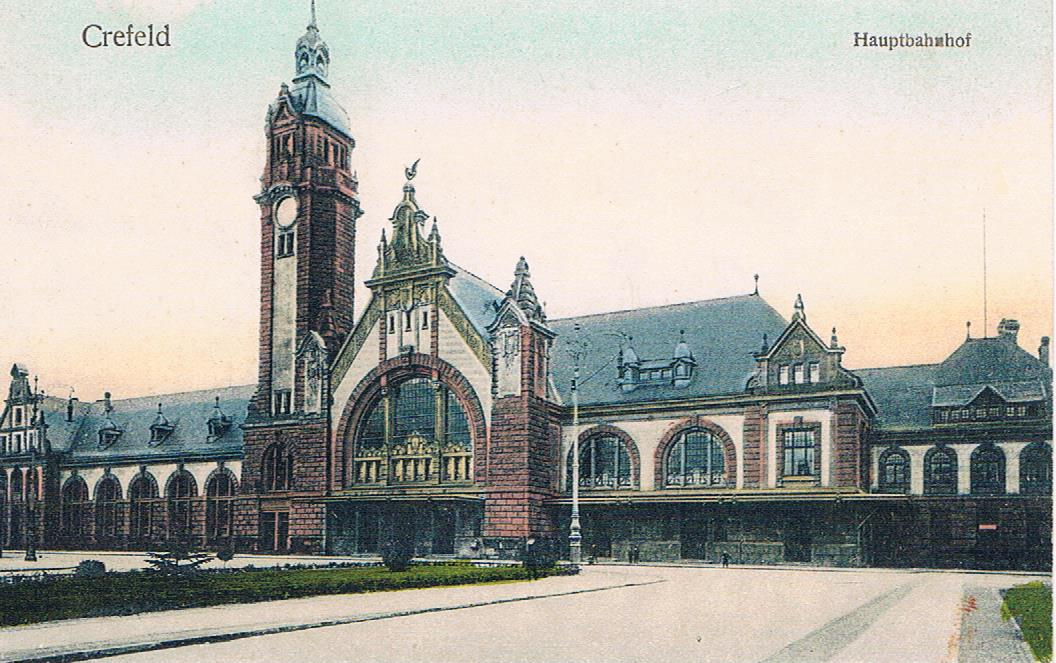
Hauptbahnhof (um 1909)

Die Eröffnung des Bahnhofs fand im Jahre 1847 statt. Von 1906 bis 1909 wurden die Strecke und der Bahnhof höher gelegt, um die Bahnübergänge im Stadtgebiet zu beseitigen. Seitdem trägt der Bahnhof auch den Namenszusatz Hauptbahnhof. Bis 1950 existierte auch ein Bahnhof der Krefelder Eisenbahn-Gesellschaft (KEG), deren ursprüngliche Trasse heute von der Bundesstraße 9 genutzt wird. Dieser Bahnhof Krefeld Süd wurde bei der Höherlegung im Süden des Gleisvorfeldes neu errichtet, die Züge fuhren aber nicht in den Hauptbahnhof ein. Die Gleise des Südbahnhofs wurden schon vor 1996 entfernt, es besteht vom Hauptbahnhof nur noch die kurze Verbindungsstrecke zu der hauptsächlich von der Museumsbahn „Schluff“ genutzten Strecke der ehemaligen KEG, heute SWK Mobil.
Der Bahnhof wurde bis Ende 2012 der Bahnhofskategorie 2 zugeordnet. Seit 1. Januar 2013 wird der Bahnhof der Bahnhofskategorie (heute Preisklasse) 3 zugeordnet. Die frühere Bedeutung Krefelds als Eisenbahnknotenpunkt ist nach Stilllegung des großen Rangierbahnhofs Hohenbudberg und des östlich vom Hauptbahnhof gelegenen Güterbahnhofs sowie nach Aufgabe des Personenfernverkehrs zurückgegangen. Als wichtige Betriebseinrichtung besteht jedoch noch die DB Fahrzeuginstandhaltung Werk Krefeld, in das u. a. ICE-Züge zur Wartung kommen.

## Anlagen
Der Bahnhof hat heute fünf Bahnsteiggleise am Hausbahnsteig und an zwei Inselbahnsteigen. Der Zugang erfolgt durch einen Tunnel; zwischen Bahnsteig und Tunnel befinden sich Aufzüge. Außerdem gibt es noch einige Abstellgleise.
Östlich des Bahnhofs befindet sich das ehemalige Bahnbetriebswerk Krefeld, das unter Denkmalschutz steht.

## Personenverkehr
Auf der Bahnstrecke Duisburg–Mönchengladbach verkehren im Schienenpersonennahverkehr im Stundentakt die Regional-Express-Linie RE 42 (Niers-Haard-Express) und halbstündlich die Regionalbahn RB 33 (Rhein-Niers-Bahn); die Linksniederrheinische Strecke wird halbstündlich durch den RE 10 (Niers-Express) Kleve–Düsseldorf und von Krefeld nach Köln im Stundentakt durch den RE 7 (Rhein-Münsterland-Express) bedient.
Neben den Bahnlinien wird der Bahnhof auch durch neun Buslinien und vier Straßenbahnlinien der SWK Mobil sowie weitere drei Buslinien des Regionalverkehr Niederrhein angefahren. Darüber hinaus ist der Bahnhof auch Haltestelle zweier Linien der Stadtbahn Düsseldorf, die von der Rheinbahn betrieben werden.

### Regionalverkehr
| Linie | Linienverlauf | Takt                                             | Gleis |
| ----- | --- | ------------------------------------------------ | ----- |
| RE 7  | Rhein-Münsterland-Express: Rheine – Emsdetten – Greven – Münster Hbf – Münster-Hiltrup – Drensteinfurt – Hamm (Westf) Hbf – Bönen – Unna – Holzwickede – Schwerte – Hagen Hbf – Ennepetal (Gevelsberg) – Schwelm – Wuppertal-Oberbarmen – Wuppertal Hbf – Solingen Hbf – Opladen – Köln Messe/Deutz – Köln Hbf – Dormagen – Neuss Hbf – Meerbusch-Osterath – Krefeld-Oppum – Krefeld Hbf Stand: Fahrplanwechsel Dezember 2023 | 60 min                                           | 5     |
| RE 10 | Niers-Express: Kleve – Bedburg-Hau – Goch – Weeze – Kevelaer – Geldern – Nieukerk – Aldekerk – Kempen (Niederrhein) – Krefeld Hbf – Krefeld-Oppum – Meerbusch-Osterath – Düsseldorf-Bilk – Düsseldorf Hbf Stand: Fahrplanwechsel Dezember 2023 | 30 min (werktags) 60 min (Wochenenden/Feiertage) | 2     |
| RE 42 | Niers-Haard-Express: Münster (Westf) Hbf – Münster-Albachten (stündlich) – Senden-Bösensell – Nottuln-Appelhülsen – Buldern – Dülmen – Sythen – Haltern am See – Marl-Sinsen – Recklinghausen Hbf – Recklinghausen Süd – Wanne-Eickel Hbf – Gelsenkirchen Hbf – Essen Hbf – Mülheim (Ruhr) Hbf – Duisburg Hbf – Rheinhausen – Krefeld-Uerdingen – Krefeld Hbf – Viersen – Mönchengladbach Hbf Stand: Fahrplanwechsel Dezember 2021 | 30 min (Münster–Essen) 60 min (Essen–M’gladbach) | 3     |
| RB 33 | Rhein-Niers-Bahn: Essen-Steele – Essen Hbf – Essen West – Mülheim (Ruhr) Hbf – Mülheim (Ruhr)-Styrum – Duisburg Hbf – Duisburg-Hochfeld Süd – Rheinhausen Ost – Rheinhausen – Krefeld-Hohenbudberg Chempark – Krefeld-Uerdingen – Krefeld-Linn – Krefeld-Oppum – Krefeld Hbf – Forsthaus – Anrath – Viersen – Mönchengladbach Hbf – Rheydt Hbf – Wickrath – Herrath – Erkelenz – Hückelhoven-Baal – Brachelen – Lindern – Geilenkirchen – Übach-Palenberg – Herzogenrath – Kohlscheid – Aachen West – Aachen Schanz – Aachen Hbf Stand: Fahrplanwechsel Juni 2022 | 60 min                                           | 1/2   |
| RB 35 | Emscher-Niederrhein-Bahn: Gelsenkirchen Hbf – Essen Zollverein Nord – Essen-Altenessen – Essen-Bergeborbeck – Essen-Dellwig – Oberhausen Hbf – Duisburg Hbf – Duisburg-Hochfeld Süd – Rheinhausen Ost – Rheinhausen – Krefeld-Hohenbudberg Chempark – Krefeld-Uerdingen – Krefeld-Linn – Krefeld-Oppum – Krefeld Hbf – Forsthaus – Anrath – Viersen – Mönchengladbach Hbf Stand: Fahrplanwechsel Dezember 2021 | 60 min                                           | 1/2   |
| RB 37 | Niers-Erft-Bahn: Krefeld Hbf – Krefeld-Oppum – Meerbusch-Osterath – Neuss Hbf Stand: 8. Januar 2024 | 60 min (wochentags)                              | 5     |

### Fernverkehr
Seit dem 15. Dezember 2013 ist Krefeld wieder direkt im Schienenpersonenfernverkehr der Deutschen Bahn erreichbar. Täglich außer sonntags fahren zwei ICE-Züge in Richtung Berlin, in Gegenrichtung nach Aachen mit Ausnahme des Samstag. Bis zum Fahrplanwechsel 2020 verkehrte diese Verbindung als Intercity.
| Linie  | Streckenverlauf | Verkehrstage                       |
| ------ | --- | ---------------------------------- |
| ICE 14 | ICE 1545/ICE 757: Aachen Hbf – Herzogenrath – Geilenkirchen – Erkelenz – Rheydt Hbf – Mönchengladbach Hbf – Viersen – Krefeld – Duisburg Hbf – Essen Hbf – Bochum Hbf – Dortmund Hbf – Hamm (Westf) Hbf – Gütersloh Hbf – Bielefeld Hbf – Herford – Hannover Hbf – Wolfsburg Hbf – Berlin-Spandau – Berlin Hbf – Berlin Ostbahnhof                                                     | ICE 757: täglich ICE 1545: täglich |
| ICE 14 | ICE 1544/ICE 750: Berlin Ostbahnhof – Berlin Hbf – Berlin-Spandau – Stendal Hbf – Wolfsburg Hbf – Hannover Hbf – Bad Oeynhausen – Herford – Bielefeld Hbf – Gütersloh Hbf – Hamm (Westf) Hbf – Dortmund Hbf – Bochum Hbf – Essen Hbf – Mülheim (Ruhr) Hbf – Duisburg Hbf – Krefeld – Viersen – Mönchengladbach Hbf – Rheydt Hbf – Erkelenz – Geilenkirchen – Herzogenrath – Aachen Hbf | ICE 750: Mo–Mi ICE 1545: Do–So     |

### Stadtbahn und Straßenbahn
| Linie | Linienverlauf | Takt                      |
| ----- | --- | ------------------------- |
|       | Krefeld, Rheinstraße – Krefeld Hbf – Dießem – Königshof – KR-Fischeln, Grundend – Meerb.-Osterath, Hoterheide – Bovert – Haus Meer – Büderich, Landsknecht – D-Lörick – Prinzenallee – Belsenplatz – Tonhalle/Ehrenhof – U Heinrich-Heine-Allee – U Steinstraße/Königsallee – U Oststraße – U Düsseldorf Hbf ← U D-Handelszentrum/Moskauer Straße Hochflurbetrieb der Rheinbahn; ehemalige K-Bahn; ergänzender Schnellverkehr zur Linie U 76 während der HVZ; es werden nicht alle Haltestellen der Linie U 76 bedient. | 20 min                    |
|       | Krefeld, Rheinstraße1 – Krefeld Hbf – Dießem – Königshof – Fischeln – KR-Fischeln, Grundend – Osterath, Görgesheide2 – Hoterheide – Kamperweg – Bovert – Haus Meer – Forsthaus – Büderich, Landsknecht – Düsseldorf-Lörick3 – Löricker Straße – Lohweg – Prinzenallee – Heerdter Sandberg – Comenius-Gymnasium – Belsenplatz – Barbarossaplatz – Luegplatz – Tonhalle/Ehrenhof – U Heinrich-Heine-Allee – U Steinstraße/Königsallee – U Oststraße – U Düsseldorf Hbf – U Oberbilker Markt/Warschauer Straße – U Ellerstraße – U D-Oberbilk – Kaiserslautener Straße – Provinzialplatz – Werstener Dorfstraße – Opladener Straße – Ickerswarder Straße – Elbruchstraße – D-Holthausen4 Hochflurbetrieb der Rheinbahn; ehemalige K-Bahn; Abschnitt 3–4 dieser Linie gehört zum Düsseldorfer Nachtnetz; in den Schulferien gilt ein besonderer Fahrplan. Abweichender Takt: Abschnitt 3–4: Mo–Sa 21–0 Uhr und So alle 15 Minuten; Abschnitt 1–3: Mo–Sa 21–0 Uhr und So alle 30 Minuten | 20 min (1-3) 10 min (3-4) |
| 041   | St. Tönis – Krefeld Hbf – Grundend | 10 min                    |
| 042   | Edelstahlwerk Tor 3 – Krefeld Hbf – Bockum – Elfrather Mühle | 15 min                    |
| 043   | Krefeld Hbf – Bockum – Uerdingen Bahnhof | 15 min                    |
| 044   | Hüls – Krefeld Hbf – Rheinhafen | 15 min                    |

### Buslinien

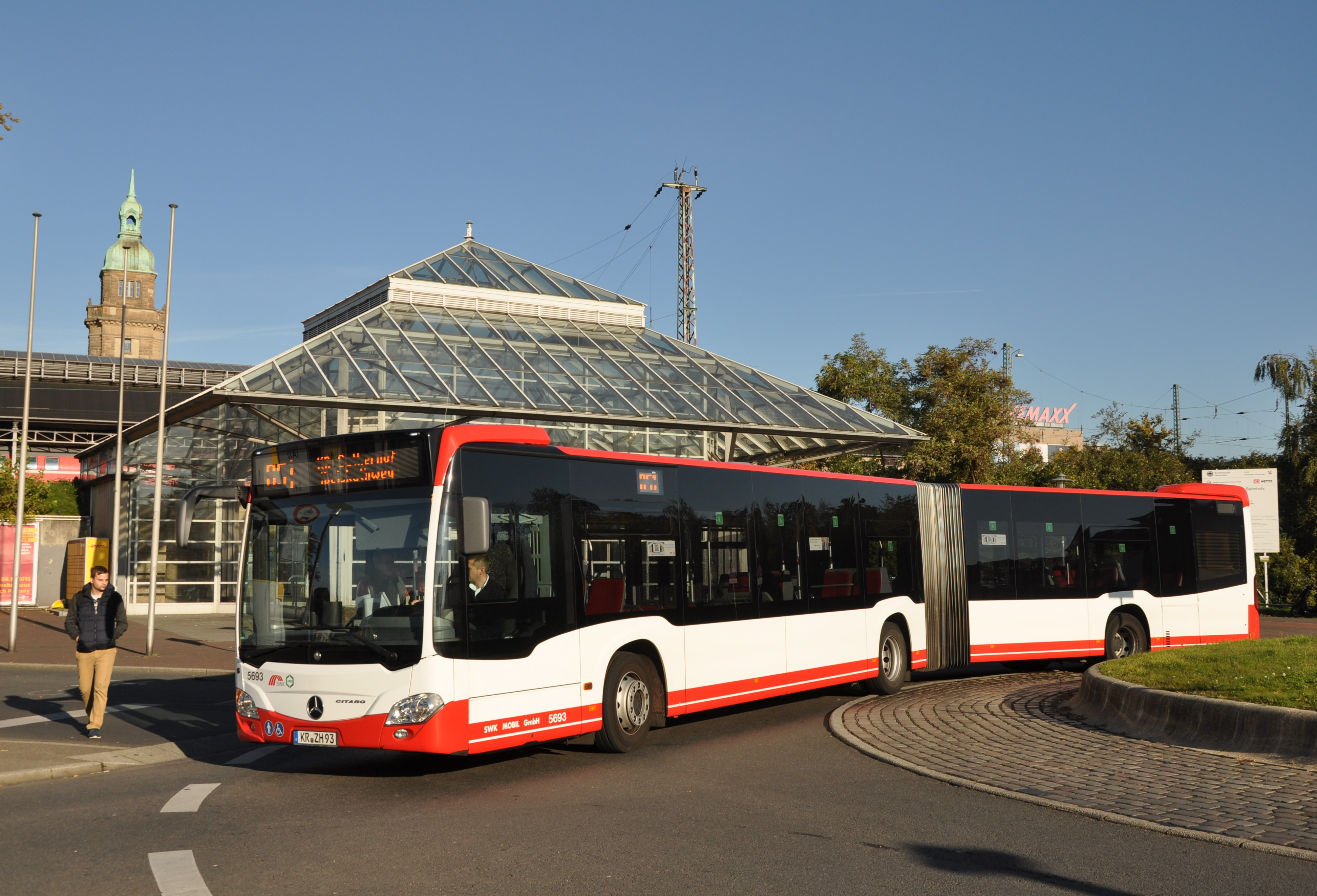
Bus der SWK Mobil vor dem Südeingang des Hauptbahnhofs

| Linie | Linienverlauf | Takt   |
| ----- | --- | ------ |
| 051   | Krefeld Hbf Süd – Krefeld Hbf – Forstwald |        |
| 052   | Oppum – Krefeld Hbf – Moers |        |
| 054   | Willich-Anrath – Krefeld Hbf – Uerdingen |        |
| 057   | Meerbusch-Bösinghoven – Krefeld Hbf – Inrath |        |
| 058   | Königshof – Krefeld Hbf – Traar |        |
| 060   | Grundend – Krefeld Hbf – Hülser Berg |        |
| 061   | Grundend – Krefeld Hbf – Horkesgath |        |
| 069   | Tackheide – Krefeld Hbf – Hüls – Kempen |        |
| 076   | Krefeld Hbf – Hüls – Kempen – Rheurdt – Neukirchen-Vluyn – Kamp-Lintfort |        |
| 077   | Krefeld Hbf – Hüls – Kempen – Rheurdt Oermterberg |        |
| 079   | Krefeld Hbf – Hüls – Kempen – Kerken-Stenden – Kerken-Aldekerk Bahnhof |        |
| 927   | Rheinhausen Markt – Rheinhausen Bf – Rheinhausen Bf/Kaiserstraße – Friemersheim – Hohenbudberg Chempark (Tor 2) – Krefeld-Uerdingen Bf – Bockumer Platz – Krefeld-Rheinstraße – Krefeld Hbf                              |        |
| NE27  | Rheinhausen Markt – Rheinhausen Bf – Rheinhausen Bf/Kaiserstraße – Friemersheim – Hohenbudberg Chempark (Tor 2) – Krefeld-Uerdingen Bf – Bockumer Platz – Krefeld-Rheinstraße – Krefeld Hbf Nur 2 Fahrten um 22 & 23 Uhr | 60 min |